# Родина (тип речных судов)

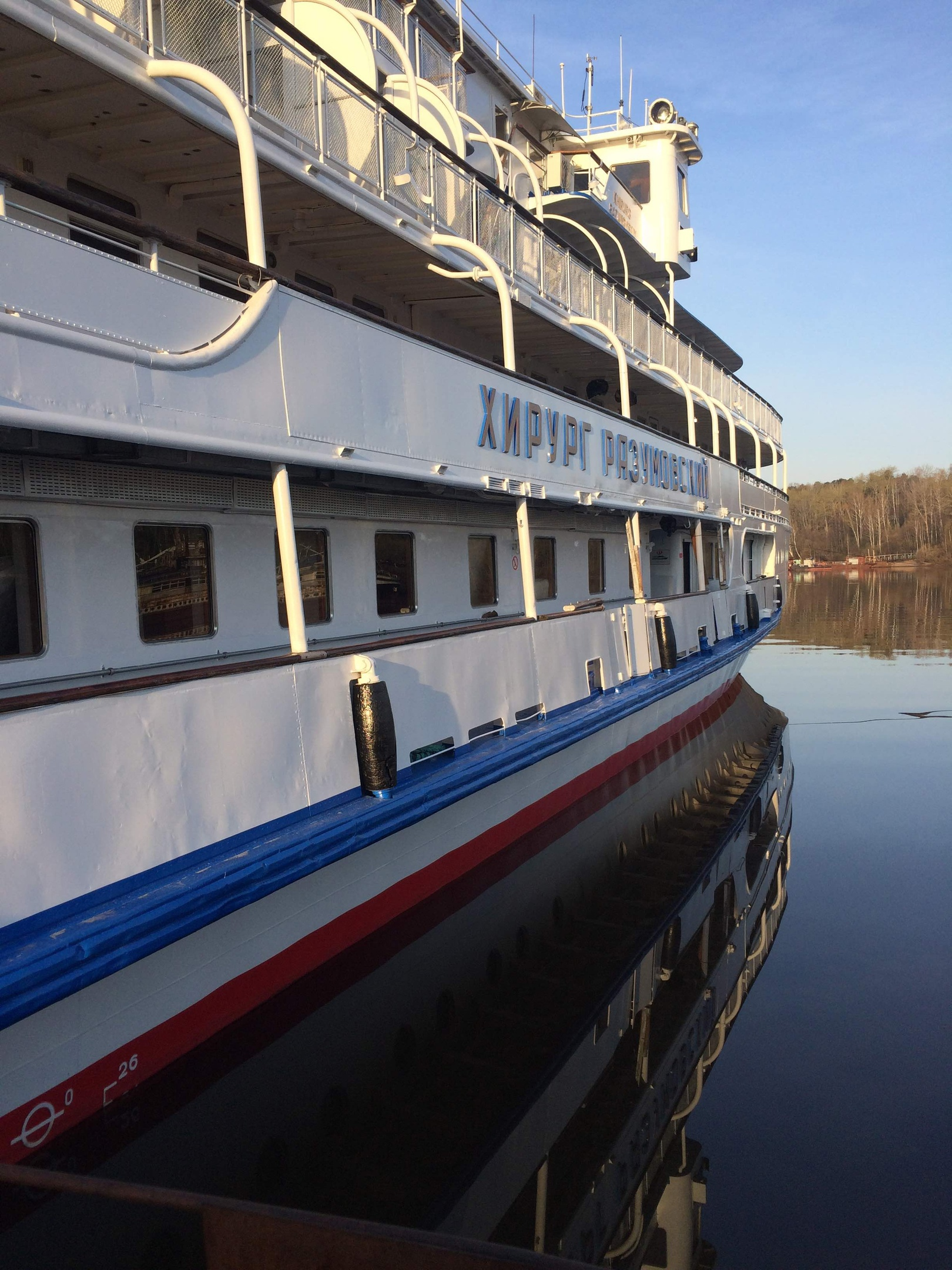
Борт теплохода "Хирург Разумовский"

Теплоход речной пассажирский тип «Родина» (проект 588) (обозначение производителя BiFa Typ A) — трёхпалубный пассажирский (грузопассажирский) теплоход дальнего плавания.
Предназначен для работы на речных скорых пассажирских линиях и совершения туристических круизов. Самая многочисленная и успешная из массовых серий речных пассажирских судов в СССР. Большая часть судов эксплуатируется в настоящее время.
Проекту 588 практически идентичен проект 26-37 «Октябрьская Революция», по которому суда строились в ЧССР.

## Разработка
Проект под № 588 был разработан в начале 1950-х годов ЦТКБ и заводом в ГДР. Проект предложил новое архитектурное решение речного пассажирского судна (первые трёхпалубные суда), отличался рациональностью планировки пассажирских помещений и высокой для того времени комфортабельностью. Внешний облик судна и планировка помещений разработаны под руководством главного архитектора Минречфлота, академика Добина Л. В.
В дизайне судов данного проекта впервые были применены динамичные формы надводной части судов, мода на которые пришла в конце 1950-х — начале 1960-х годов вследствие стремительного развития космического, авиа- и автостроения. При создании судна инженер-кораблестроитель Лев Добин применил так называемую плавную аэродинамическую кривую, вписывая в её контур все надпалубные конструкции. Поэтому внешний облик судов этого проекта напоминает о родстве с «авиационным дизайном», характерным и для автомобилей 1950-х годов и точно передаёт эстетику эпохи.

## Строительство

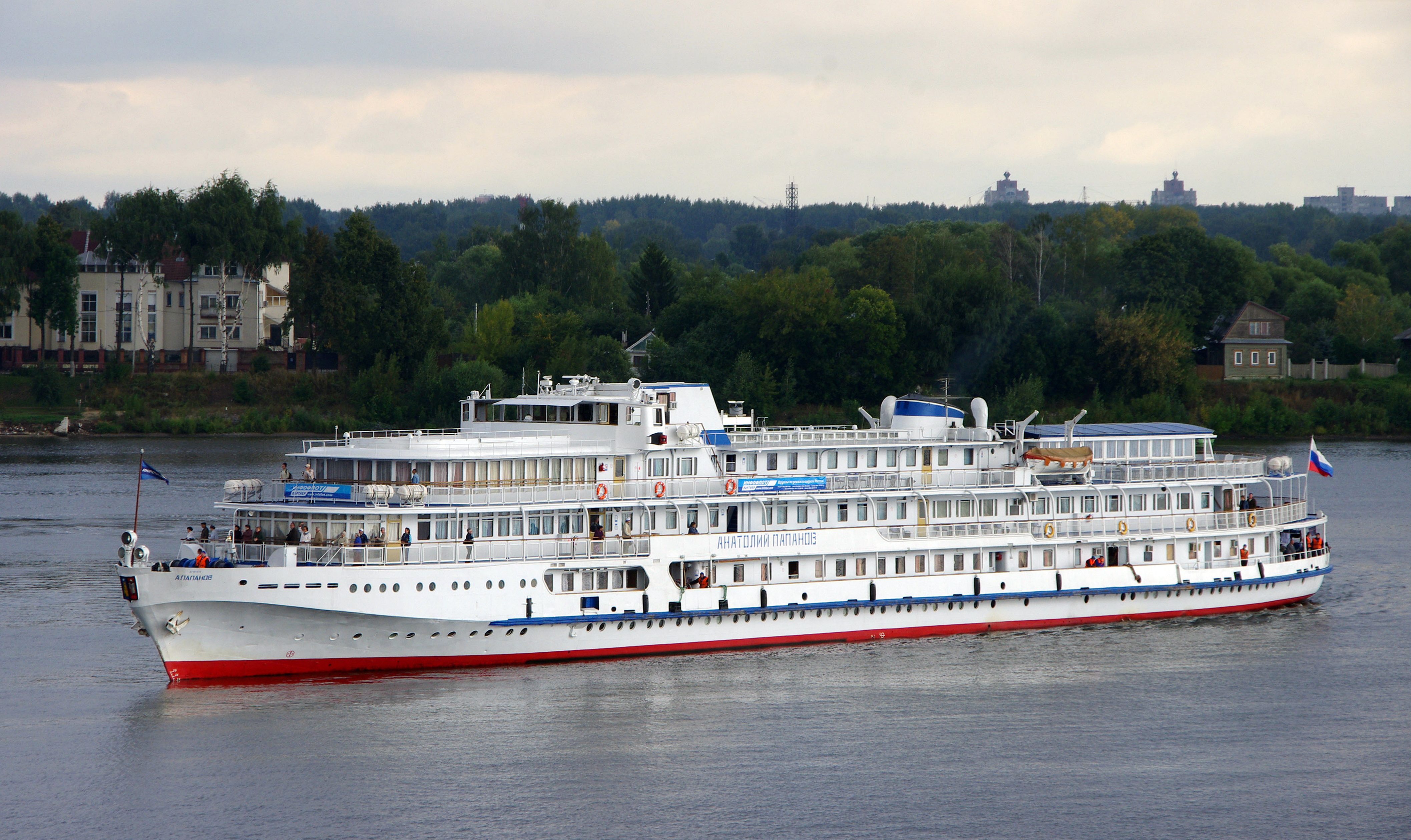
Модернизированный теплоход «Анатолий Папанов»

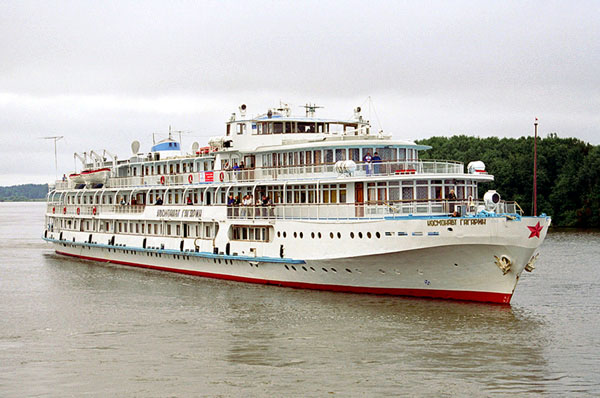
Модернизированный теплоход «Космонавт Гагарин»

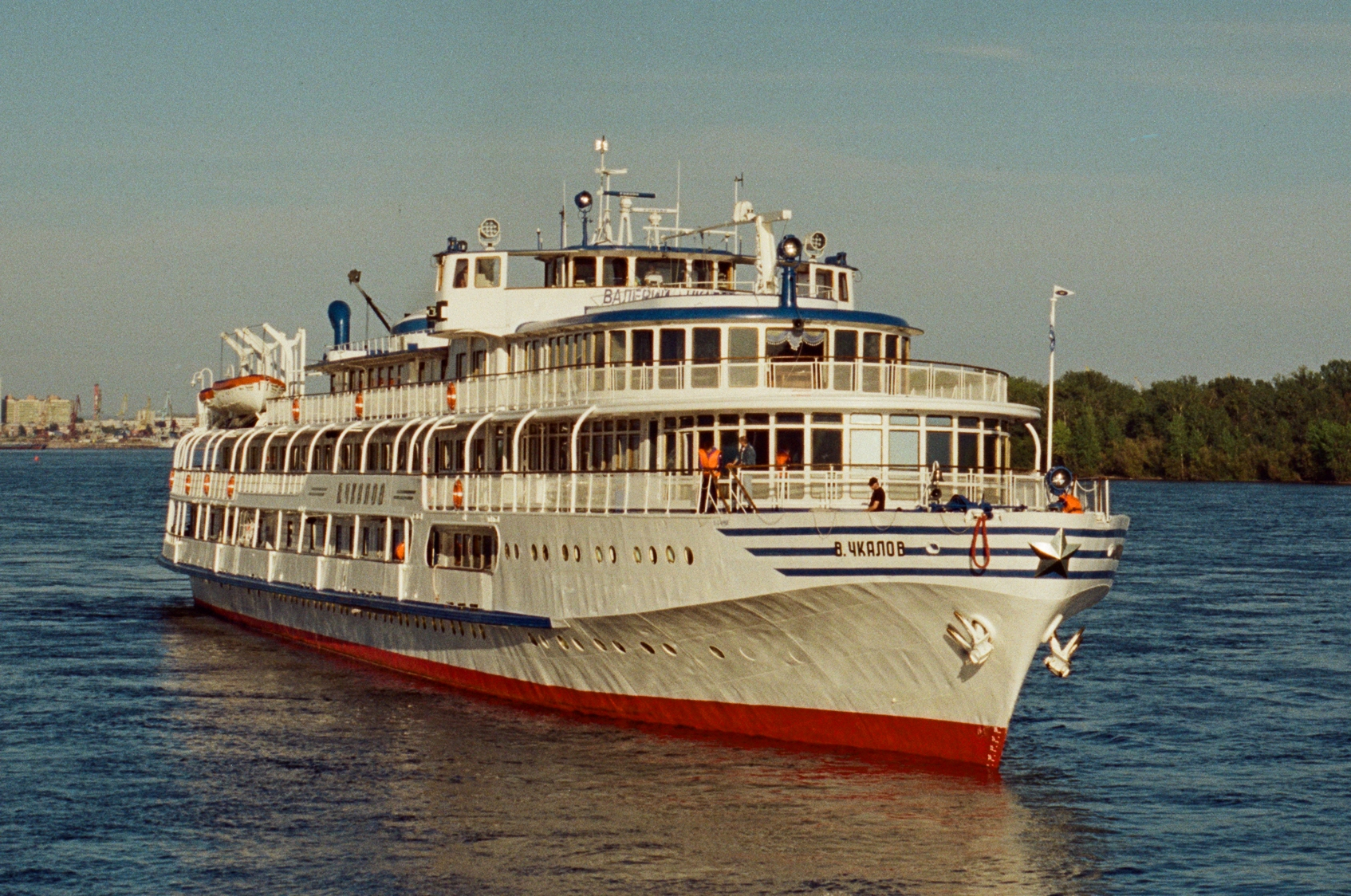
Теплоход «В. Чкалов»

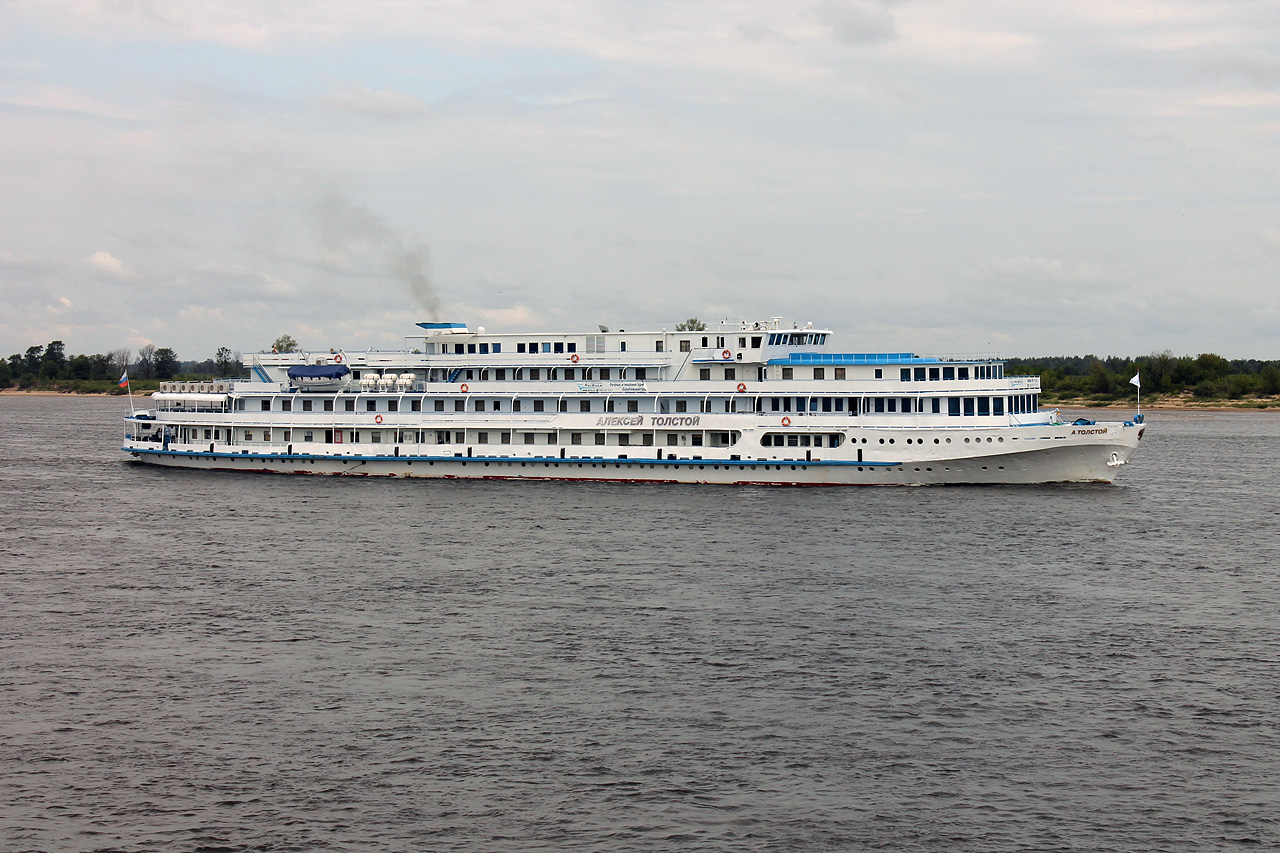
Модернизированный до 4-палубного теплоход «Алексей Толстой»

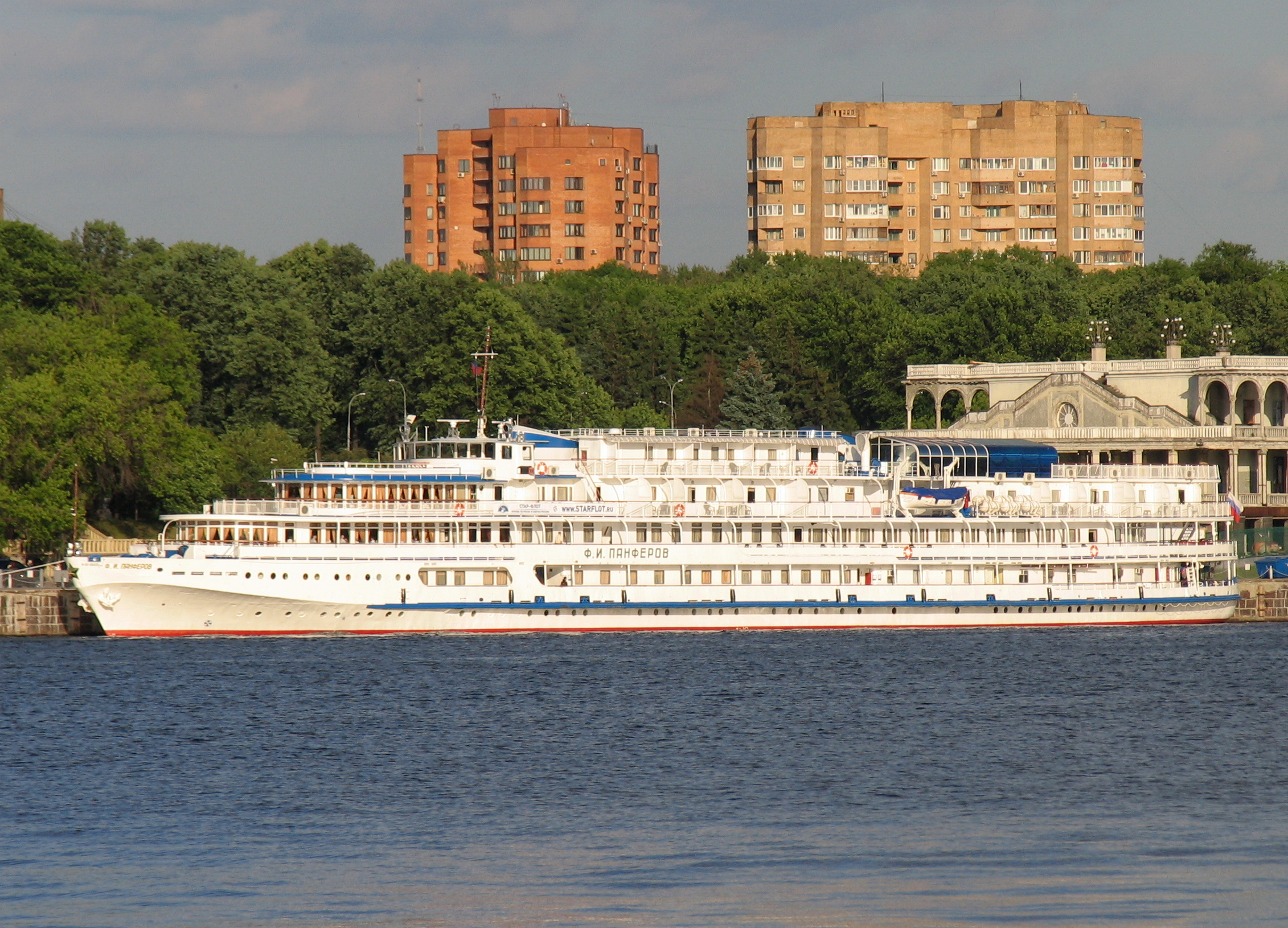
Модернизированный до 4-палубного теплоход «Ф. И. Панфёров»

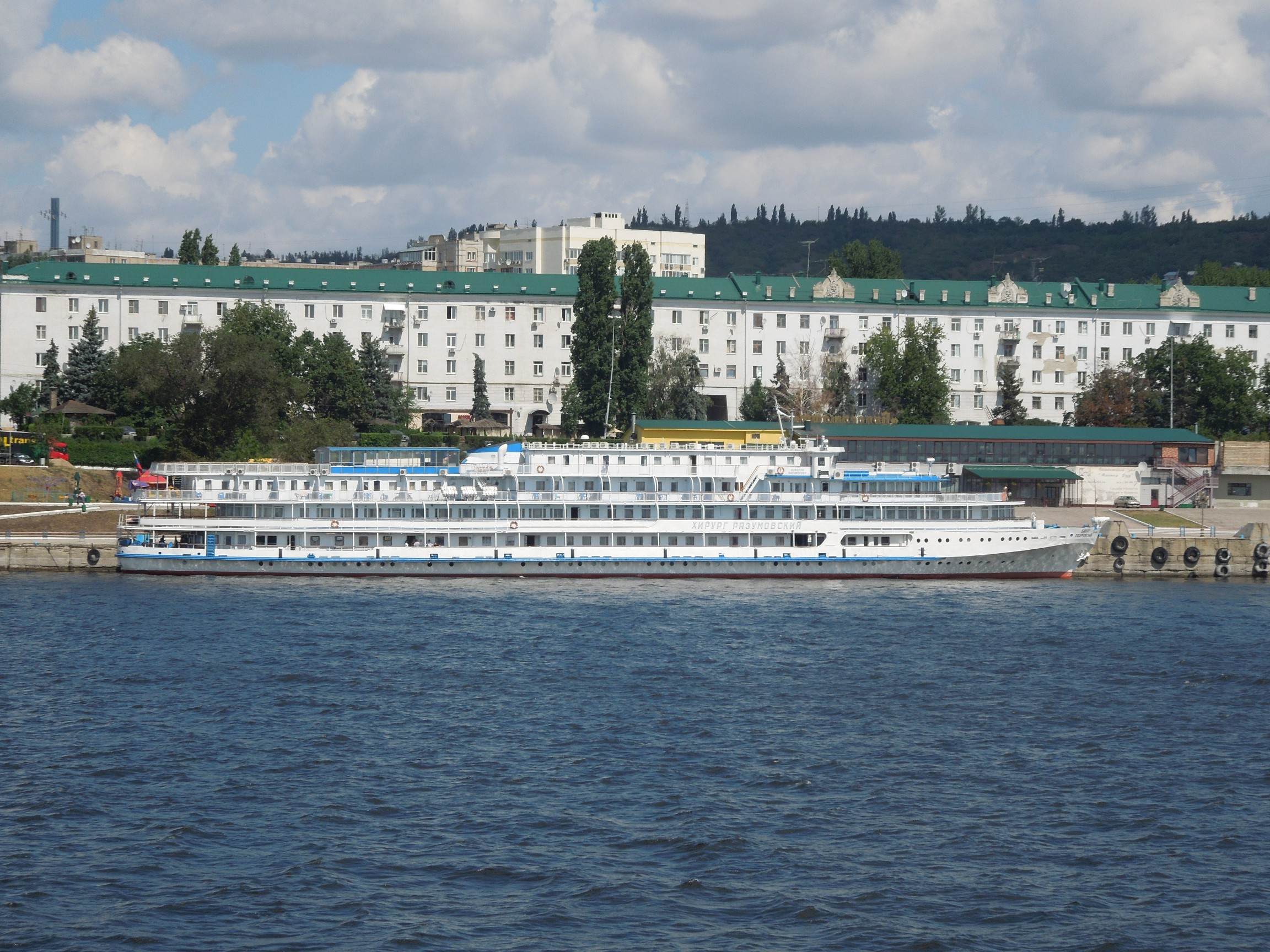
Модернизированный до 4-палубного теплоход «Хирург Разумовский»

Теплоходы строились в Германской Демократической Республике, в городе Висмаре, на судоверфи VEB Mathias-Thesen-Werft Wismar, носившей имя расстрелянного в концлагере немецкого коммуниста Матиаса Тезена. Всего за период 1954—1961 годов было построено 49 теплоходов.
Обозначение верфи: BiFa Typ A, Binnenfahrgastschiff — речной пассажирский теплоход типа A. Первый теплоход проекта «В. Чкалов» был спущен на воду в 1953 году и передан советской стороне 30 марта 1954 года.
Теплоходы были построены в двух сериях:
- Серия I тип «В. Чкалов» (1954—1956), 11 судов
- Серия II тип «Космонавт Гагарин» (1957—1961), 38 судов

Теплоходы разных серий отличаются формой кормы, элементами надстройки, расположением некоторых трапов и планировкой помещений. Суда первой серии имеют роскошную деревянную отделку. На судах серии II уменьшено количество шлюпок (4 вместо 6); также они отличаются водоизмещением, некоторой изменением планировки помещений и трапов и незначительно уменьшенной пассажировместимостью из-за повышения комфортабельности кают.

## Описание и характеристики

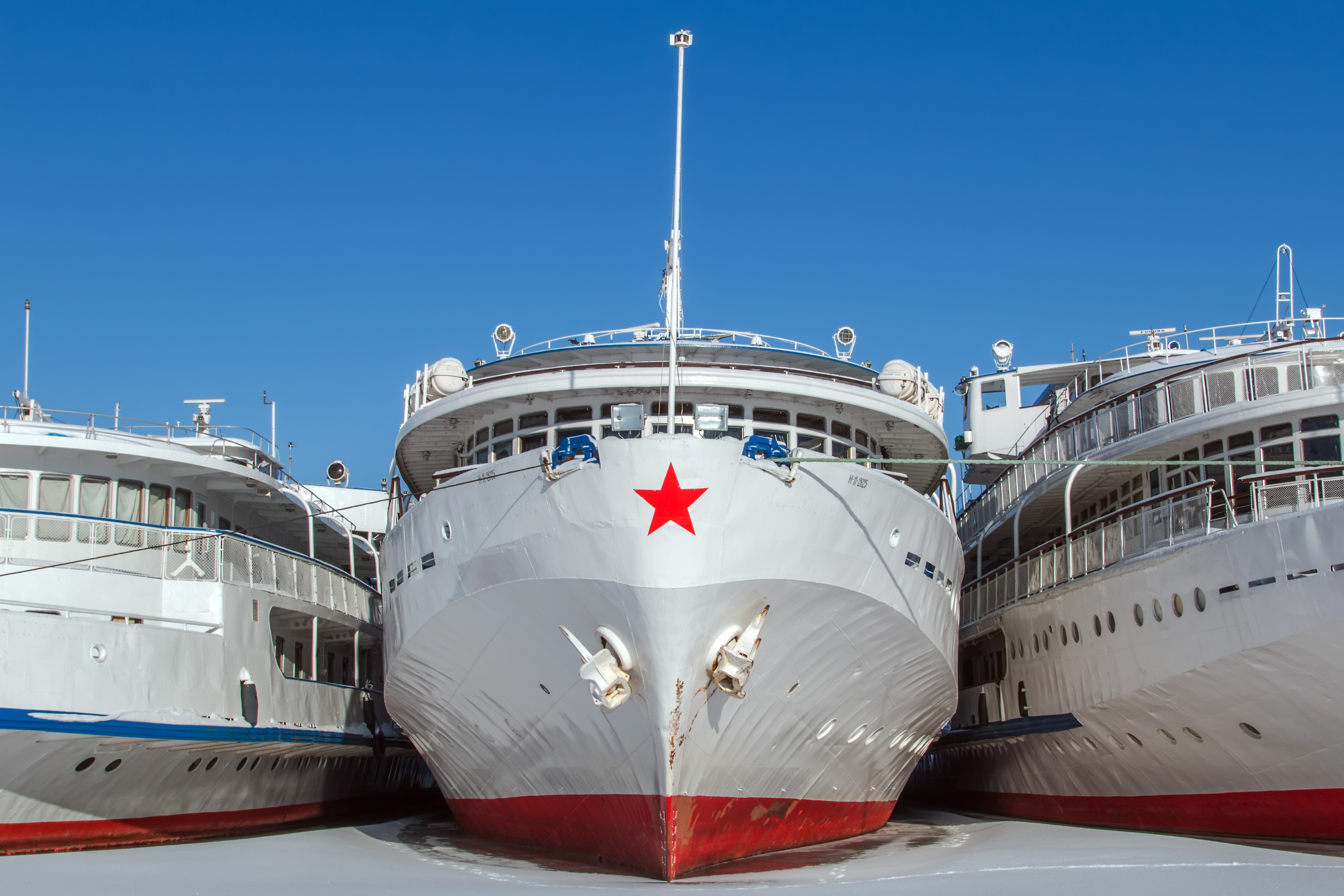
Вид на нос

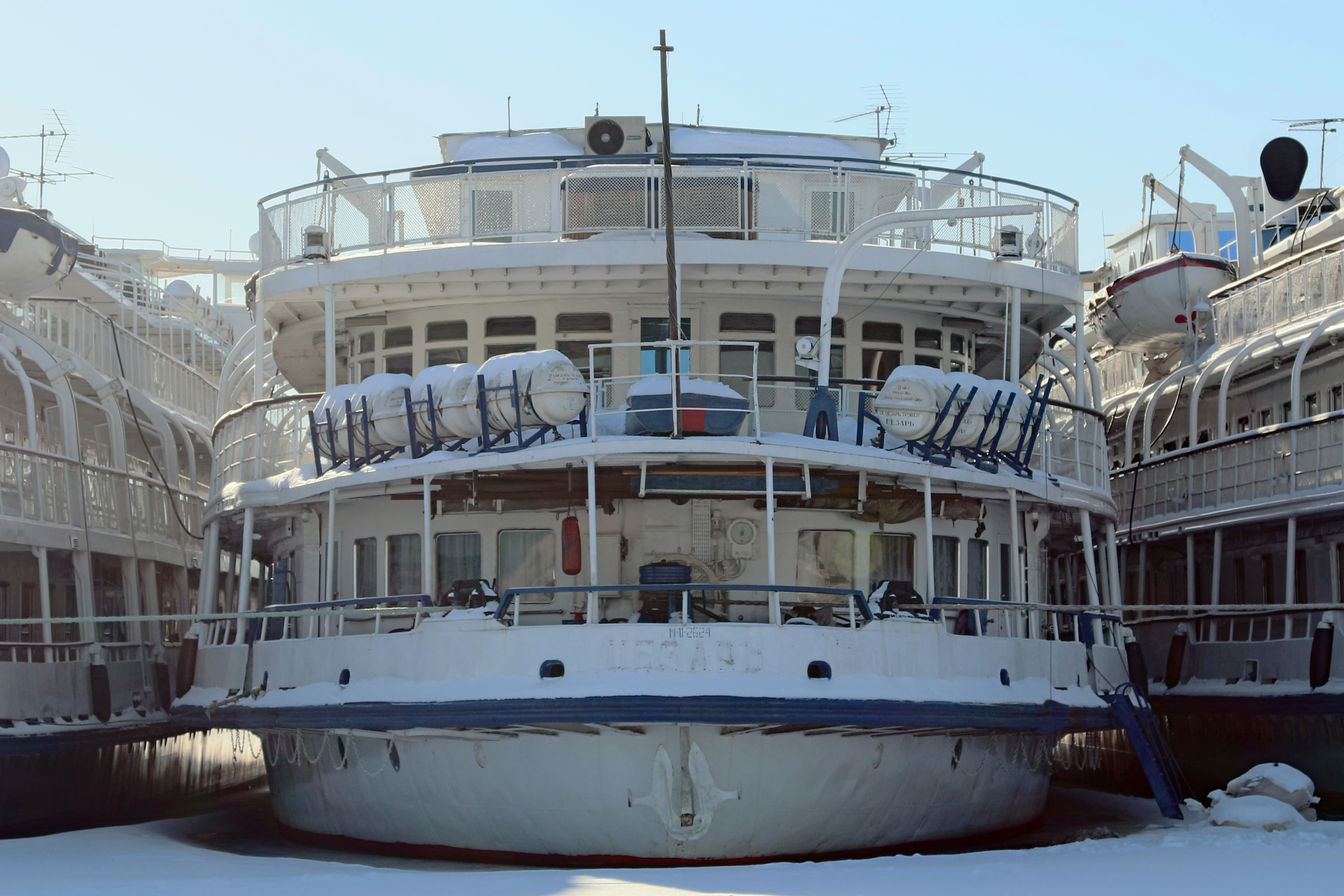
Вид на корму

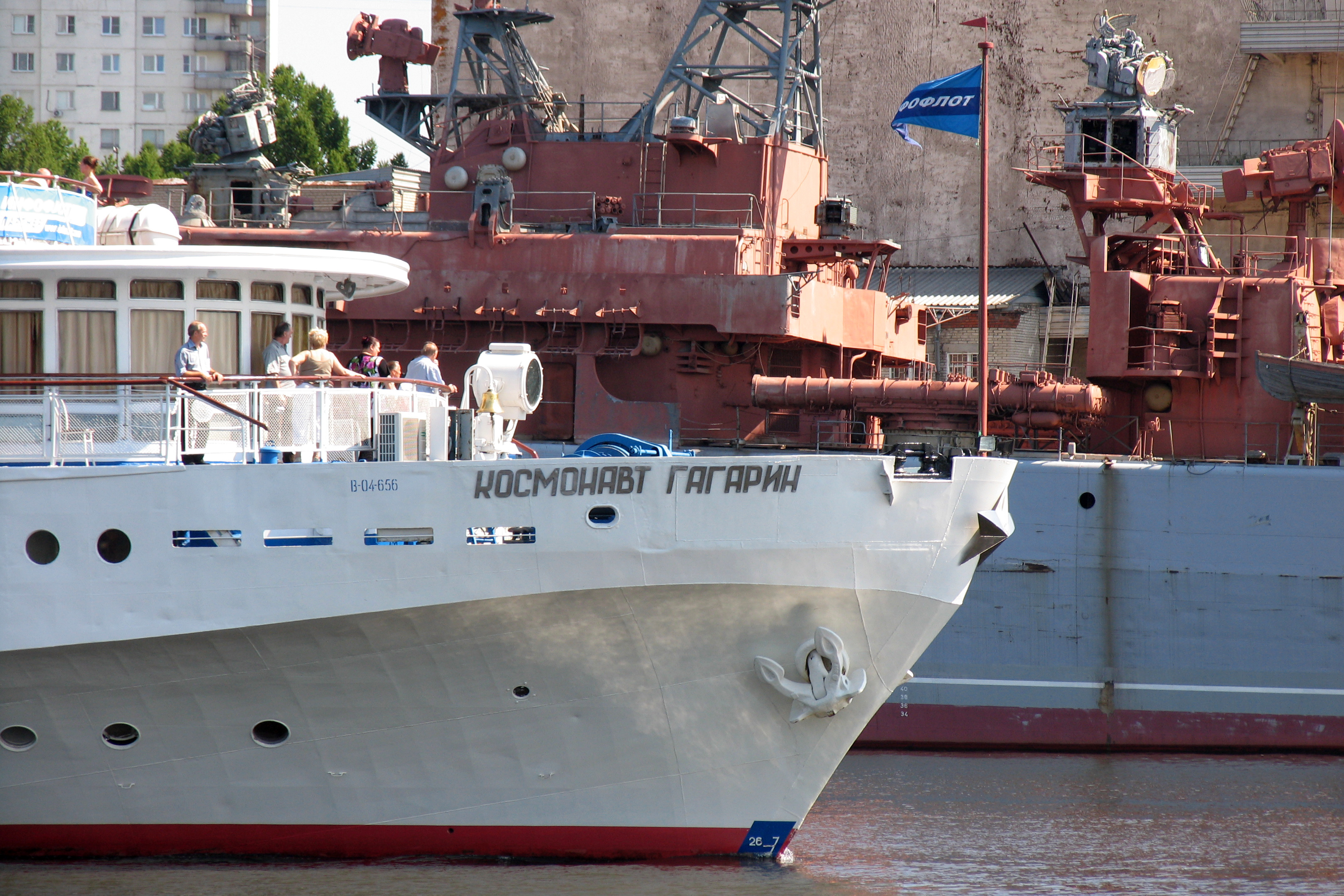
Нос

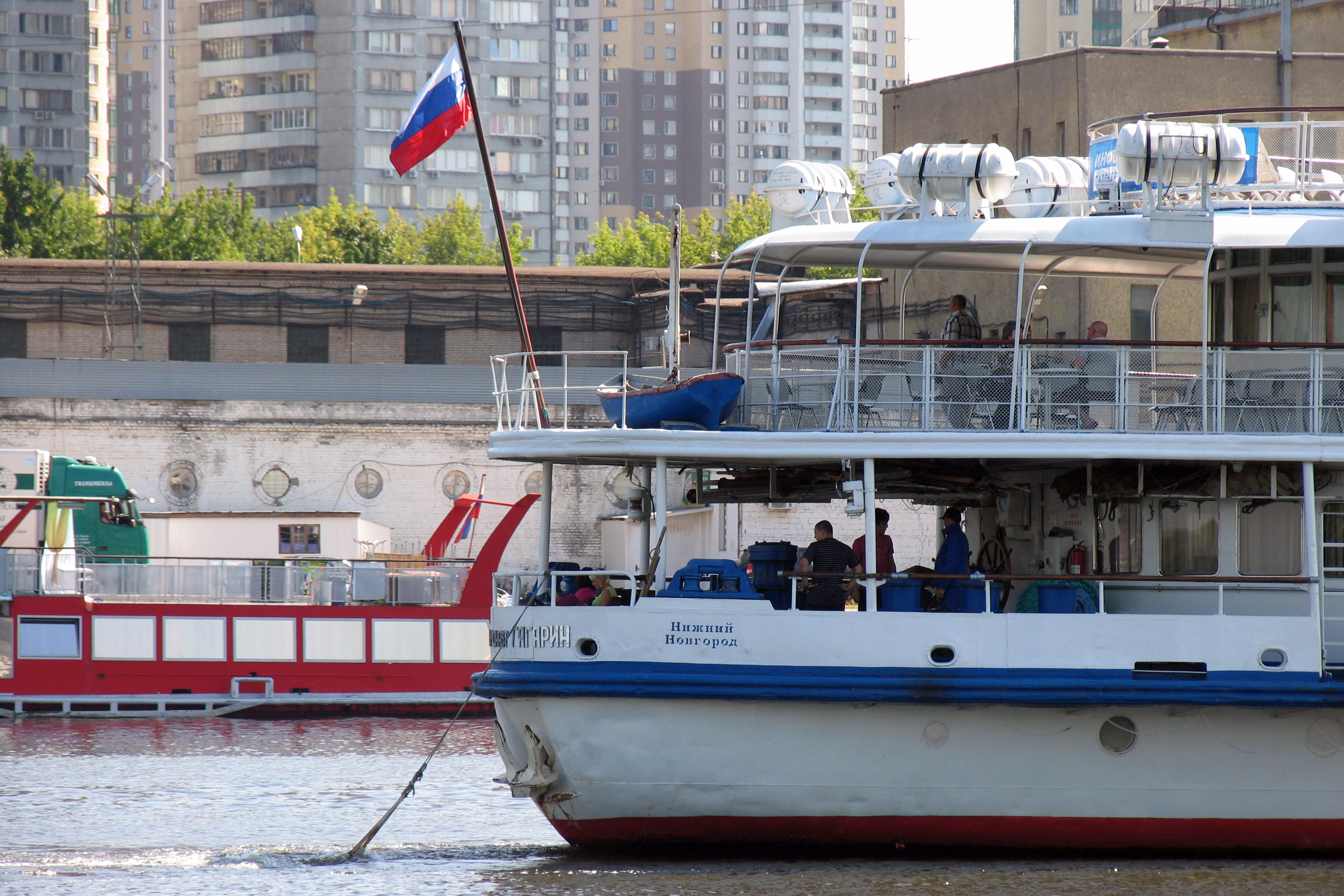
Корма

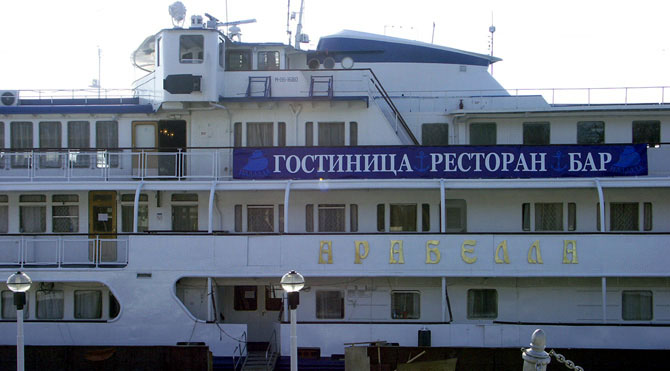
Надстройка и главный посадочный вход

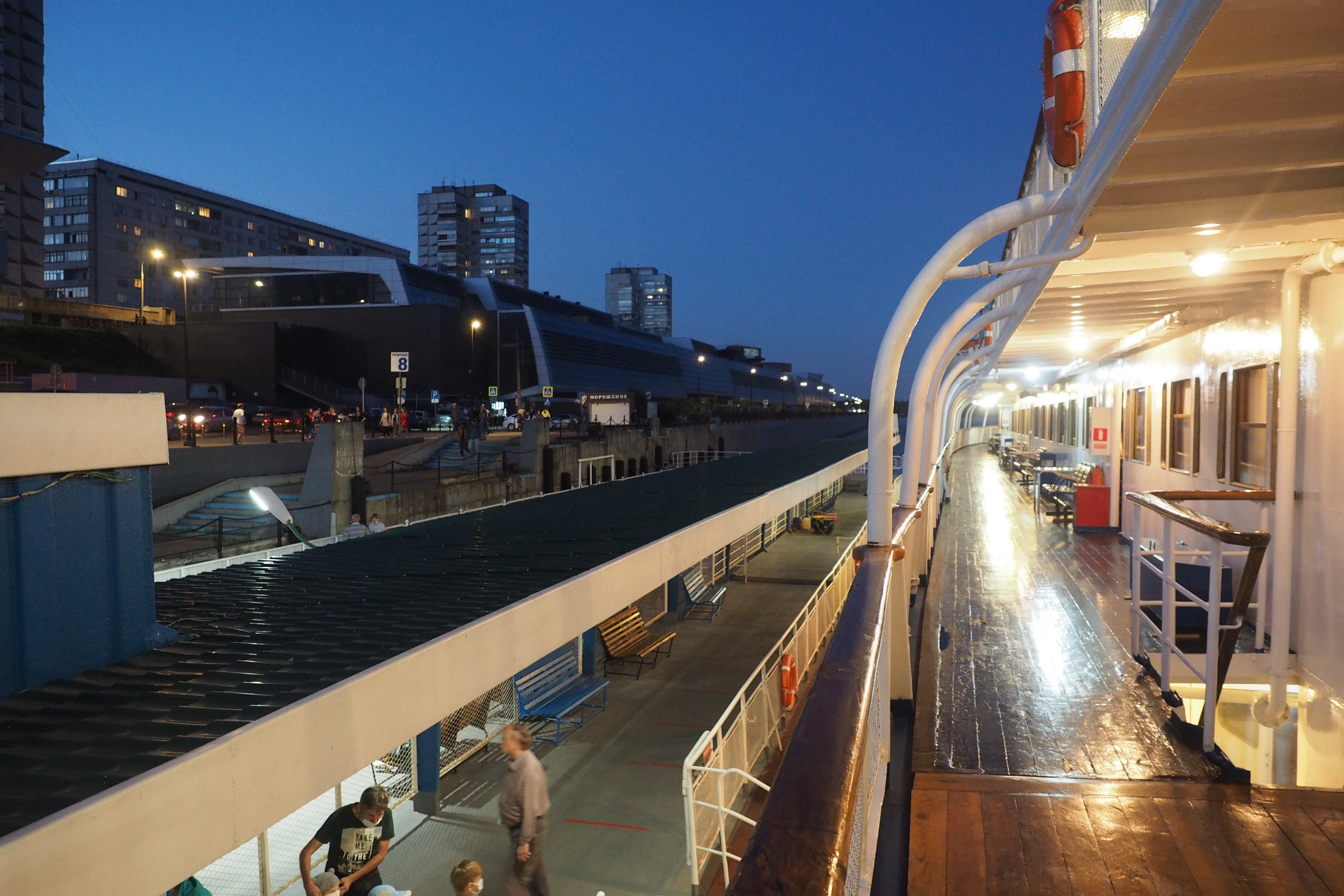
Прогулочная палуба

Грузопассажирские суда данного проекта могли брать на борт более 350 пассажиров и более 100 тонн груза. В неспальных рейсах допускалась перевозка до 1000 пассажиров. В каждом трюме был установлен грузовой лифт. Энергетическая установка мощностью 1200 л. с. с тремя гребными валами обеспечивала скорость движения около 25 км/час. Суда оборудовались носовым подруливающим устройством, что создавало значительные удобства судоводителям. При проходе под низкими мостами основная мачта-флагшток опускается. У причалов допускалась параллельная швартовка до 3-х судов.

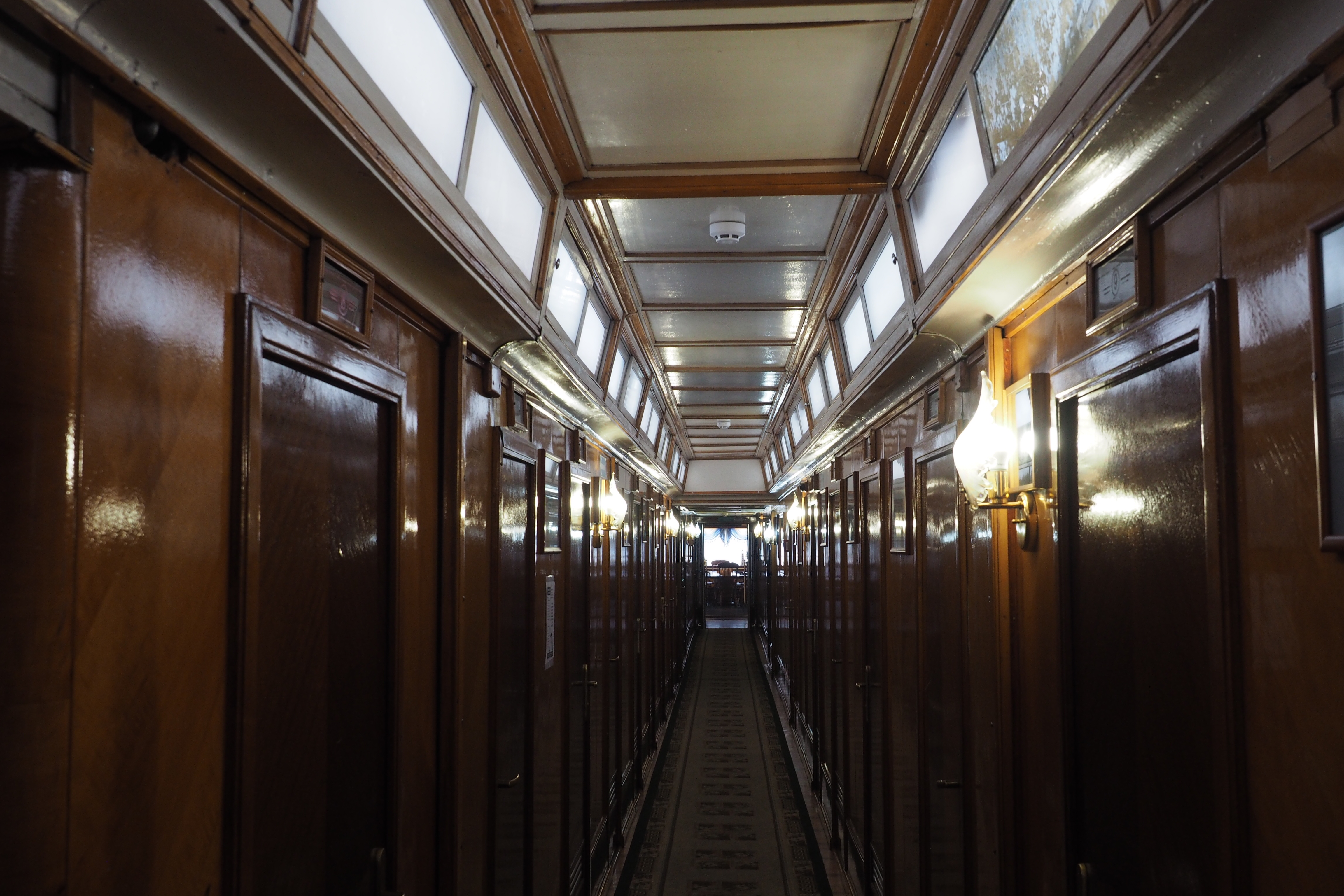
Коридор на верхней палубе с отделкой деревянными панелями и световым фонарём

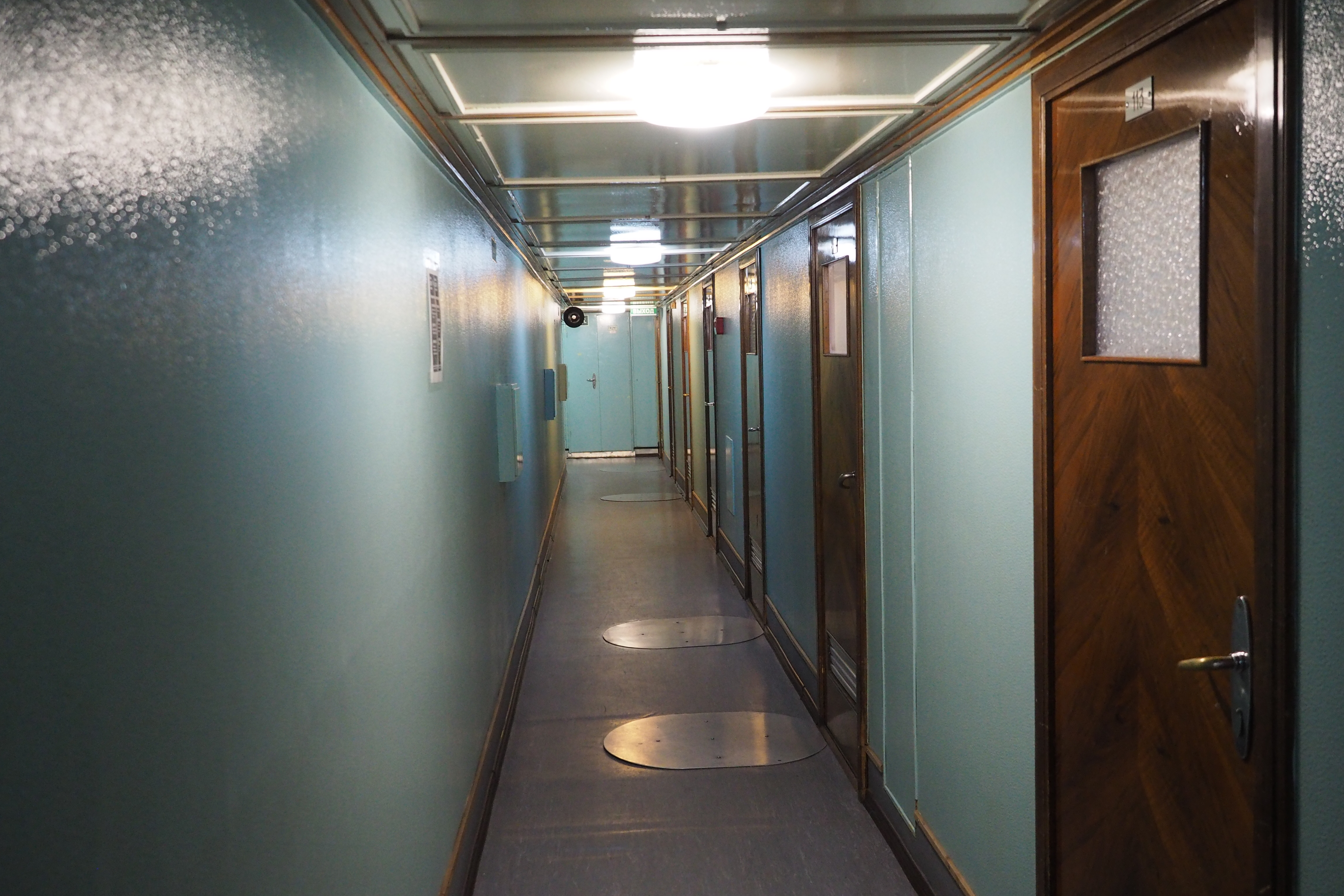
Коридор на трюмном уровне с отделкой линкрустом

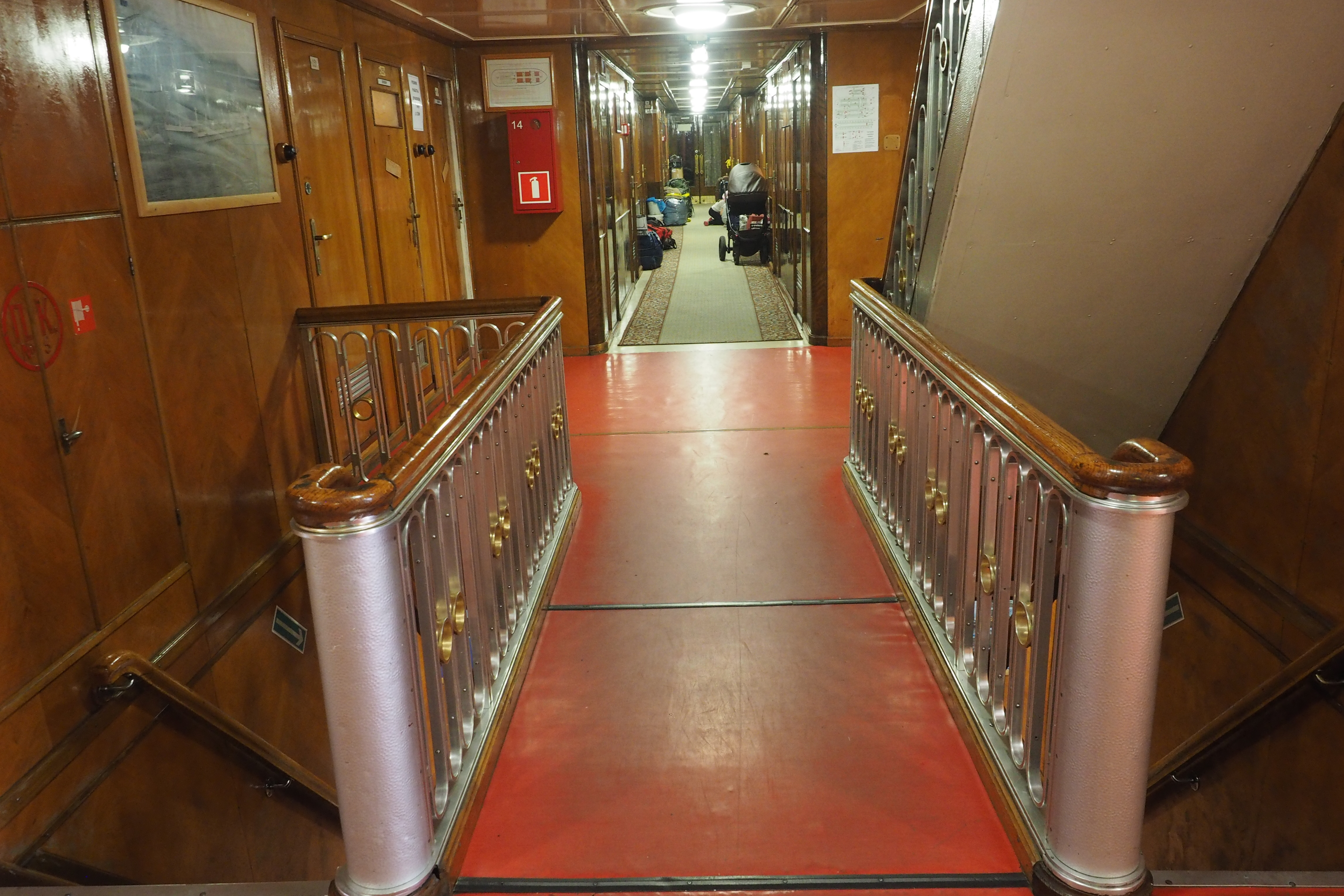
Холл на средней палубе, где находятся выходы наружу, уборные и душевые

Судно имеет 3 палубные и 1 трюмный уровни, на всех из которых пассажиры размещаются в одно-, двух- и четырёхместных каютах, в том числе, в каютах, имеющих умывальники и каютах «полулюкс» и «люкс», оборудованных индивидуальными санузлами. На всех уровнях выше трюмного прогулочные палубы открытые.
На трюмном уровне находятся четырёхместные двухъярусные каюты, кухня, служебные помещения и машинное отделение. На главной (нижней) палубе расположены двухъярусные двух- и четырёхместные каюты, бытовые и служебные комнаты, бакалейный буфет (комната) и сувенирный киоск, место для регистрации пассажиров, ресторан на 100 мест в носу. Средняя палуба — самая большая пассажирская палуба теплохода; здесь находятся все одноярусные двухместные каюты улучшенной категории, двухъярусные двух- и четырёхместные каюты, читальный салон на носу, танцевальный салон с баром на 20 мест в корме. На шлюпочной (верхней) палубе находятся каюты «полулюкс» и «люкс», ресторан на 70 мест на носу, кинозал и спасательные шлюпки на корме. Над шлюпочной палубой возвышается надстройка с рулевой рубкой и капитанским мостиком.
Теплоходы проекта 588 предназначались для плавания в водных бассейнах разряда «О» по классификации Российского Речного Регистра при силе ветра до 6 баллов и высоте волны до 2,5 метров. Таким образом, хорошие судоходные качества позволяют речному судну ходить по водохранилищам и крупным озёрам (бассейны рек Волга/Дон, Енисей, Обь, Амур и т. д.). В режиме река-море допускается каботажное плавание в морских прибрежных районах (Финский залив Балтийского моря на линии Санкт-Петербург — Выборг; Енисейский залив Карского моря до острова Диксон при погоде, удовлетворяющей ограничениям по ветру и волнам; Таганрогский залив Азовского моря до порта Таганрог и т. д.).

## Эксплуатация
34 из 49 судов проекта предназначались для эксплуатации на Волге и в начале 1960-х годов составили основу волжского пассажирского флота. Также теплоходы проекта эксплуатировались на Каме, Дону, Неве и других реках и озёрах Волго-Балтийского водного пути, Енисее и других, как на транспортных, так и на туристических линиях.
В настоящее время большая часть судов продолжает использоваться. Некоторые теплоходы затонули или выведены из эксплуатации, часть из них списана, несколько судов разделаны на металлолом.
Некоторые из теплоходов были переименованы (например, «К. Э. Циолковский» в теплоход «Анатолий Папанов», «Л. Доватор» в теплоход «Арабелла» и другие).

## Модернизации
В процессе эксплуатации суда проекта 588 претерпевали различные модернизации. Почти на всех судах в конце 3-й палубы был дополнительно размещён кинозал. С конца 1980-х гг планировалась комплексная реконструкция и модернизация судов в Австрии с заменой оборудования и перепланировкой пассажирских помещений, однако из-за экономического кризиса и распада СССР данный проект реализован не был. Некоторые теплоходы были модернизированы позже и реконструируются в настоящее время в соответствии с современными представлениями о комфорте (например, «Илья Муромец» и др.), при этом несколько судов переделаны или переделываются в четырёх- или двухпалубные.

## Речные круизные суда проекта 588 / BiFa Typ A (ГДР)
Переименование судов указано в скобках в хронологическом порядке, английская транслитерация по образцу и согласно Российскому морскому регистру судоходства:
| Тип Родина                | Тип Родина                                                                      | Тип Родина                                                                             |
| № п/п                     | Название                                                                        | Английская транслитерация                                                              |
| Проект 588 — Первая серия | Проект 588 — Первая серия                                                       | Проект 588 — Первая серия                                                              |
| ------------------------- | ------------------------------------------------------------------------------- | -------------------------------------------------------------------------------------- |
| 1                         | В. Чкалов                                                                       | V. Chkalov                                                                             |
| 2                         | А. Матросов                                                                     | A. Matrosov                                                                            |
| 3                         | Н. Гастелло (Алексей Толстой)                                                   | N. Gastello                                                                            |
| 4                         | Л. Доватор (Арабелла)                                                           | L. Dovator (Arabella)                                                                  |
| 5                         | Родина (Святая Русь)                                                            | Rodina (Svyataya Rusy)                                                                 |
| 6                         | Эрнст Тельман (Цезарь)                                                          | Ernst Telman (Tsezar)                                                                  |
| 7                         | А. Вышинский (Т. Шевченко, Сергей Кучкин, Тарас Шевченко, Очарованный Странник) | A. Vyshinskiy (T. Shevchenko, Sergey Kuchkin, Taras Shevchenko, Ocharovannyy Strannik) |
| 8                         | Ф. Энгельс                                                                      | F. Engels                                                                              |
| 9                         | И. А. Крылов                                                                    | I. A. Krylov                                                                           |
| 10                        | Карл Либкнехт (Ю. Никулин, Солнечный Город)                                     | Karl Libknekht (Y. Nikulin, Solnechnyy Gorod)                                          |
| 11                        | Ильич                                                                           | Ilyich                                                                                 |
| Проект 588 — Вторая серия |                                                                                 |                                                                                        |
| 12                        | Александр Невский                                                               | Aleksandr Nevskiy                                                                      |
| 13                        | Карл Маркс, Северная сказка                                                     | Karl Marks,Northern tale                                                               |
| 14                        | Дмитрий Донской (Кабаргин, Князь Донской)                                       | Dmitriy Donskoy (Kabargin, Kniaz Donskoy)                                              |
| 15                        | Михаил Кутузов                                                                  | Mikhail Kutuzov                                                                        |
| 16                        | Дмитрий Пожарский                                                               | Dmitriy Pozharskiy                                                                     |
| 17                        | Рылеев                                                                          | Ryleev                                                                                 |
| 18                        | Алеша Попович                                                                   | Alesha Popovich                                                                        |
| 19                        | Добрыня Никитич (Прикамье)                                                      | Dobrynya Nikitich (Prikamye)                                                           |
| 20                        | Илья Муромец                                                                    | Ilya Muromets                                                                          |
| 21                        | Багратион                                                                       | Bagration                                                                              |
| 22                        | Кавказ (Космонавт Гагарин)                                                      | Kavkaz (Kosmonavt Gagarin)                                                             |
| 23                        | Казбек (Михаил Лермонтов)                                                       | Kazbek (Mikhail Lermontov)                                                             |
| 24                        | Эльбрус (Валентина Терешкова)                                                   | Elbrus (Valentina Tereshkova)                                                          |
| 25                        | Алтай                                                                           | Altay                                                                                  |
| 26                        | Урал (Инженер Пташников, Тарас Бульба, Урал)                                    | Ural (Inzhener Ptashnikov, Taras Bulba, Ural)                                          |
| 27                        | Н. В. Гоголь                                                                    | N. V. Gogol                                                                            |
| 28                        | А. И. Герцен                                                                    | A. I. Gertsen                                                                          |
| 29                        | Т. Г. Шевченко (Святой Пётр, Anichka)                                           | T. G. Shevchenko (Svyatoy Petr, Anichka)                                               |
| 30                        | И. С. Тургенев                                                                  | I. S. Turgenev                                                                         |
| 31                        | Г. В. Плеханов                                                                  | G. V. Plekhanov                                                                        |
| 32                        | К. А. Тимирязев                                                                 | K. A. Timiryazev                                                                       |
| 33                        | Денис Давыдов                                                                   | Denis Davydov                                                                          |
| 34                        | Иван Сусанин (Пётр Первый)                                                      | Ivan Susanin (Petr Pervyy)                                                             |
| 35                        | Серго Орджоникидзе                                                              | Sergo Ordzhonikidze                                                                    |
| 36                        | Козьма Минин                                                                    | Kozyma Minin                                                                           |
| 37                        | Степан Разин (Аврора)                                                           | Stepan Razin (Avrora)                                                                  |
| 38                        | Юрий Долгорукий                                                                 | Yuriy Dolgorukiy                                                                       |
| 39                        | Генерал И. Д. Черняховский                                                      | General I. D. Chernyakhovskiy                                                          |
| 40                        | Генерал Н. Ф. Ватутин (Русь Великая)                                            | General N. F. Vatutin (Rus Velikaya)                                                   |
| 41                        | Вильгельм Пик (Павел Бажов)                                                     | Vilgelm Pik (Pavel Bazhov)                                                             |
| 42                        | А. С. Попов                                                                     | A. S. Popov                                                                            |
| 43                        | Н. К. Крупская (Петрокрепость)                                                  | N. K. Krupskaya (Petrokrepost)                                                         |
| 44                        | К. Э. Циолковский (Анатолий Папанов, Две Столицы)                               | K. E. Tsiolkovskiy (Anatoliy Papanov, Dve Stolitsy)                                    |
| 45                        | Ф. Жолио-Кюри                                                                   | F. Zholio-Kyuri                                                                        |
| 46                        | Ф. И. Панфёров                                                                  | F. I. Panfyorov                                                                        |
| 47                        | Федор Гладков                                                                   | Fedor Gladkov                                                                          |
| 48                        | Александр Фадеев                                                                | Aleksandr Fadeyev                                                                      |
| 49                        | Хирург Разумовский                                                              | Khirurg Razumovskiy                                                                    |

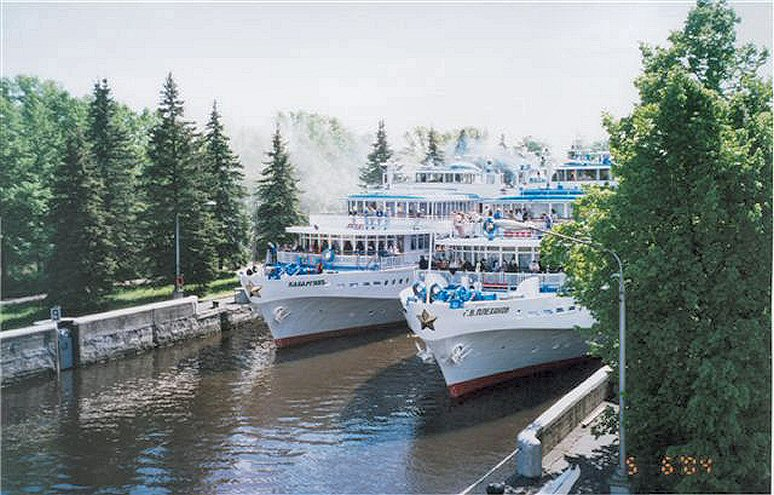
Теплоходы проекта «Г. В. Плеханов» и «Кабаргин» в шлюзе Угличского водохранилища
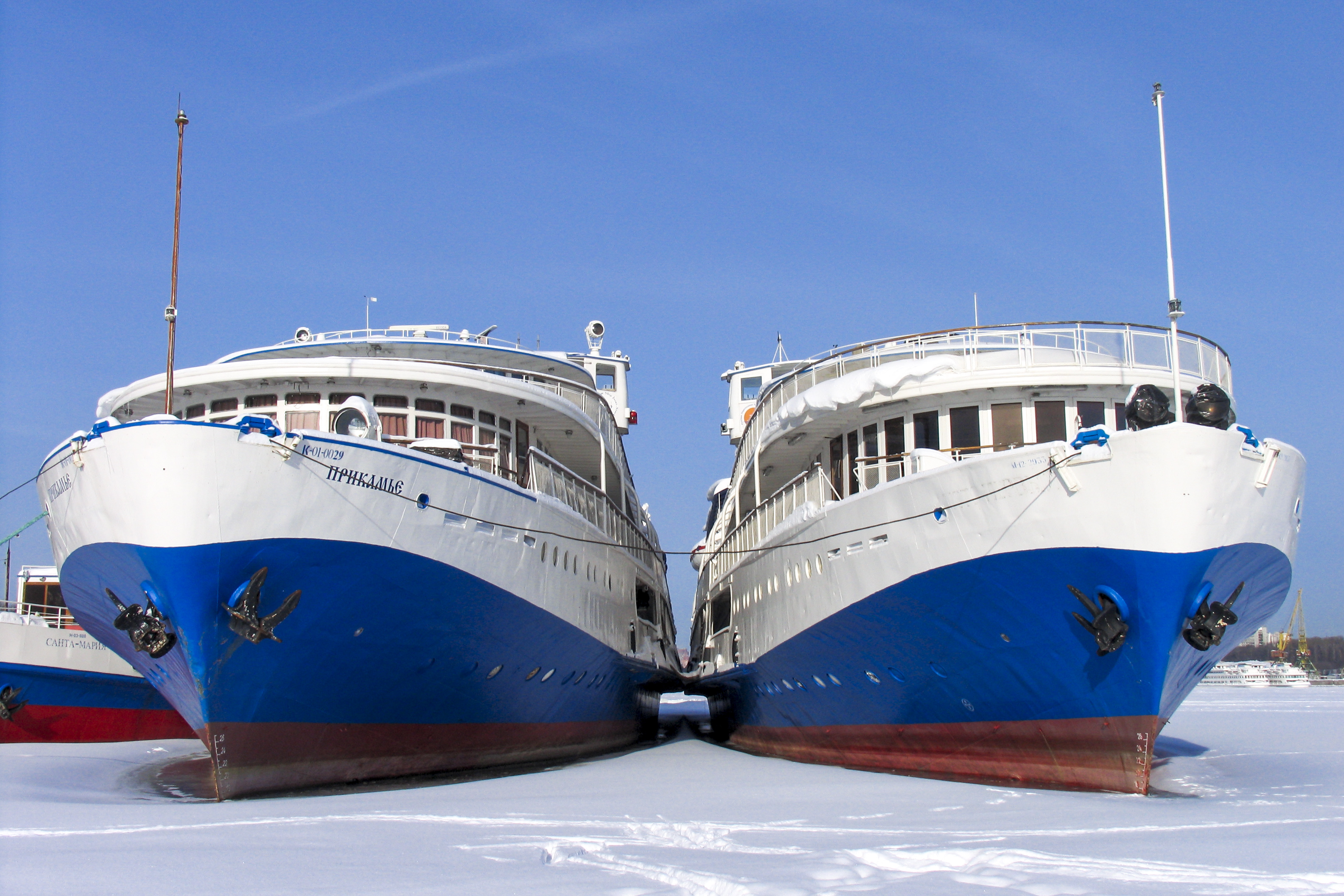
Теплоходы проекта «Прикамье» и «Пётр Первый» на зимовке в Захарково
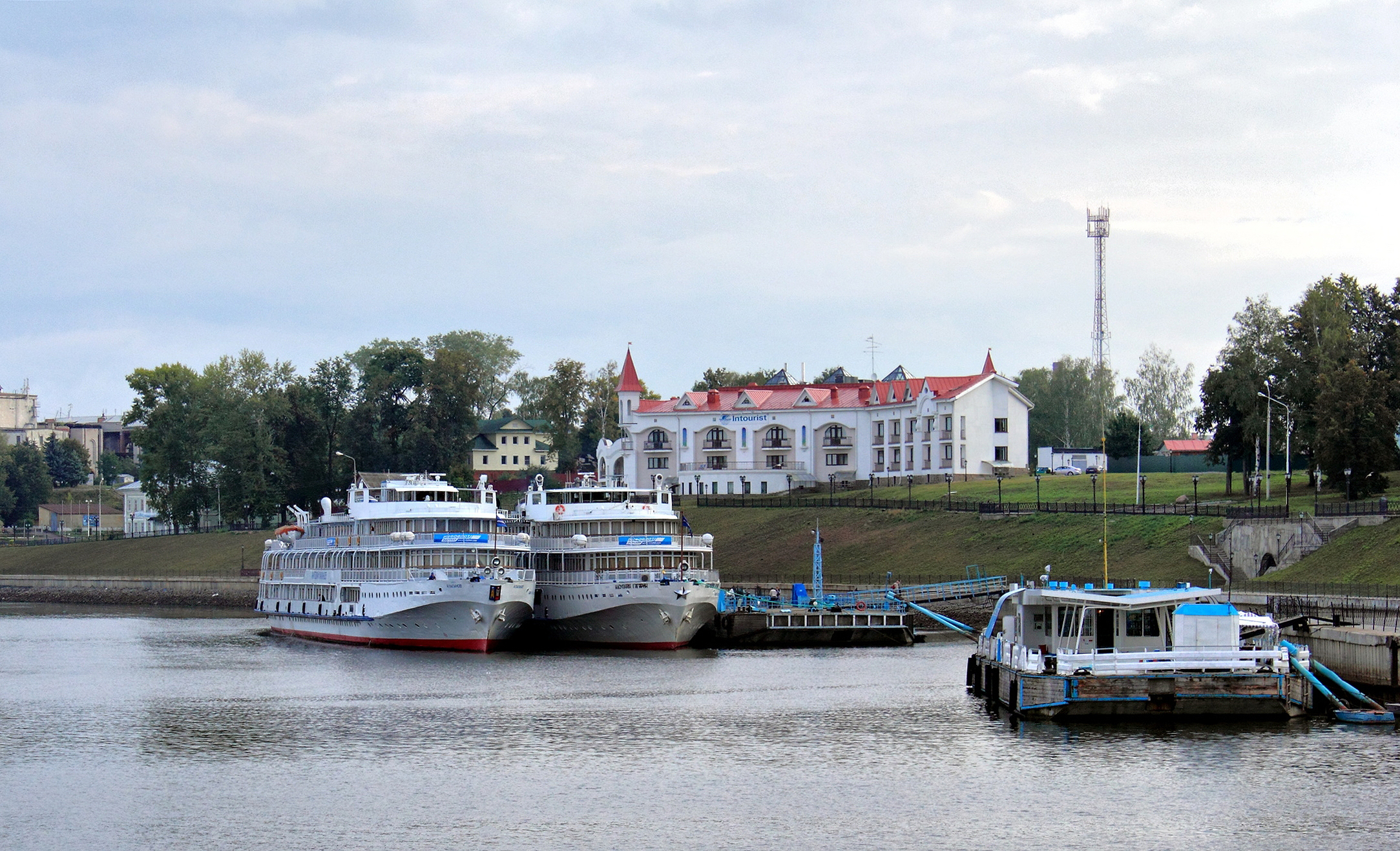
Теплоходы проекта «Анатолий Папанов» и «Космонавт Гагарин» в Угличе

## Представители
| Месяц и год постройки                   | Заводской номер | Фото | Название                   | Оператор         | Флаг | Маршруты                                                                            | Переименование, статус |
| Суда типа Родина /проект 588/BiFa Typ A |                 |      |                            |                  |      |                                                                                     | |
| Проект 588 — первая серия               |                 |      |                            |                  |      |                                                                                     | |
| март 1954                               | 13001           |      | В. Чкалов                  | ЕРП*, Красноярск | →    | Красноярск - Енисейск - Дудинка                                                     | модернизирован в 2007 году |
| июнь 1954                               | 13002           |      | А. Матросов                | ЕРП, Красноярск  | →    | Красноярск — Енисейск — Дудинка                                                     | |
| сентябрь 1954                           | 13003           |      | Алексей Толстой            | ВОРП, Горький    | →    |                                                                                     | ранее Н. Гастелло; модернизирован, надстроена ещё одна палуба; в 2010-х имел необычную двухцветную окраску с чёрно-синим низом по подобию морских лайнеров начала-середины XX в. |
| апрель 1955                             | 13004           |      | Арабелла                   | ВОРП, Горький    | →    |                                                                                     | ранее Л. Доватор (до 2002); модернизирован, 10 июля 2011 года спас 79 человек с затонувшей Булгарии списан в 2014, утилизирован в 2018 году |
| июнь 1955                               | 13005           |      | Святая Русь                | ВОРП, Горький    | →    | Санкт-Петербург-Валаам; Санкт-Петербург-Петрозаводск                                | ранее Родина (до 2006) 13.08.2019 — сгорел до состояния утилизации |
| 1955                                    | 13006           |      | Цезарь                     | ВОРП, Горький    | →    |                                                                                     | ранее Эрнст Тельман (до 2004); в 1998 году снимался в фильме «Китайский сервиз» под названием «Святитель Николай» |
| апрель 1956                             | 11000           |      | Очарованный Странник       | ВОРП, Горький    | →    | Санкт-Петербург — Москва                                                            | ранее А. Вышинский, Т. Шевченко, Сергей Кучкин Тарас Шевченко (1963—1981) |
| июнь 1956                               | 11001           | Фото | Фридрих Энгельс            | ВОРП, Горький    | →    |                                                                                     | затонул в 2003 году в Балтийском море около Калининграда; списан в ноябре 2003 году |
| сентябрь 1956                           | 11002           |      | И. А. Крылов               | МРП, Москва      | →    | Москва — Санкт-Петербург, Москва — Сосновец                                         | ￼Модернизирован в 2014 году |
| ноябрь 1956                             | 11003           |      | Солнечный Город            | Созвездие        | →    | Самара — Москва; Нижний Новгород — Ростов-на-Дону                                   | ранее Карл Либкнехт, Ю. Никулин (2002—2014) |
| декабрь 1956                            | 11004           |      | Ильич                      | ВОРП, Горький    | →    |                                                                                     | флотель у Кинешмы с 2006; ожидается модернизация с надстройкой ещё одной палубы |
| Проект 588 — вторая серия               |                 |      |                            |                  |      |                                                                                     | |
| апрель 1957                             | 112             |      | Александр Невский          | ВОРП, Горький    | →    |                                                                                     | |
| май 1957                                | 113             |      | Северная Сказка            | Созвездие        | →    |                                                                                     | ранее Карл Маркс (переименован в 2019) |
| июнь 1957                               | 114             |      | Князь Донской              | ВОРП, Горький    | →    |                                                                                     | ранее Дмитрий Донской, Кабаргинъ (2002—2013), с 2013 года — Князь Донской 4 октября 2016 года теплоход затонул по вторую палубу на отстое в затоне судоремонтного завода Бутякова в Звенигово на Волге (Республика Марий Эл). 6 февраля 2017 года судно, так и не поднятое после затопления, частично сгорело там же. В сентябре 2018 года теплоход был поднят и отправлен на утилизацию. |
| 1957                                    | 115             |      | Михаил Кутузов             | ВОРП, Горький    | →    |                                                                                     | |
| август 1957                             | 116             |      | Дмитрий Пожарский          | ВОРП, Горький    | →    |                                                                                     | |
| ноябрь 1957                             | 117             |      | Рылеев                     | ВОРП, Горький    | →    | Санкт-Петербург — Москва и круизы выходного дня.                                    | списано и утилизировано в 2018 году |
| декабрь 1957                            | 118             |      | Алеша Попович              | ВОРП, Горький    | →    |                                                                                     | списан и утилизирован в 2014 году |
| декабрь 1957                            | 119             |      | Прикамье                   | ВОРП, Горький    | →    | Санкт-Петербург — Москва                                                            | ранее Добрыня Никитич (до 2003) |
| март 1958                               | 120             |      | Илья Муромец               | ВОРП, Горький    | →    |                                                                                     | |
| апрель 1958                             | 121             |      | Багратион                  | ВОРП, Горький    | →    |                                                                                     | списан в октябре 1999; и утилизирован в 2003 году |
| май 1958                                | 122             |      | Космонавт Гагарин          | ВОРП, Горький    | →    |                                                                                     | ранее Кавказ (до 1961); модернизирован в 2005 и 2008 годах |
| июнь 1958                               | 123             | Фото | Урал                       | КРП Пермь        | →    |                                                                                     | ранее Урал, Инженер Пташников (до 1961); Тарас Бульба (1961—2013) |
| октябрь 1958                            | 124             |      | Валентина Терешкова        | ВОРП, Астрахань  |      |                                                                                     | ранее Эльбрус (до 1963); снимался в 1960 году в фильме «Девичья весна»; сгорел, списан и утилизирован в 1978 под Астраханью |
| ноябрь 1958                             | 125             | Фото | Алтай                      | СЗРП, Ленинград  |      |                                                                                     | снимался в 1973 году в фильме «Невероятные приключения итальянцев в России»; продан в Прибалтику; утилизирован в 1990-е годы |
| декабрь 1958                            | 126             |      | Михаил Лермонтов           | ВОРП, Астрахань  | →    |                                                                                     | ранее Казбек (до 1965); списан в июле 1998; утилизирован в 2003 году |
| март 1959                               | 127             |      | Н. В. Гоголь               | КРП Пермь        | →    |                                                                                     | |
| апрель 1959                             | 128             | Фото | А. И. Герцен               | ВОРП, Горький    | →    |                                                                                     | |
| май 1959                                | 129             |      | Anichka                    | СЗРП, Ленинград  | → ?  |                                                                                     | ранее Т. Г. Шевченко (до 1994), Святой Петр (1994—1997); затонул у Слиго, Ирландия; списан в 2003 году |
| июнь 1959                               | 130             | Фото | И. С. Тургенев             | ВОРП, Горький    | →    |                                                                                     | списан и утилизирован в 2017 году |
| август 1959                             | 131             |      | Г. В. Плеханов             | ВОРП, Горький    | →    | Москва — Соловецкие острова                                                         | списан в 2019, утилизирован в 2020 году |
| сентябрь 1959                           | 132             |      | К. А. Тимирязев            | ВОРП, Астрахань  | →    | Астрахань — Нижний Новгород                                                         | |
| декабрь 1959                            | 133             | Фото | Денис Давыдов              | ВОРП, Астрахань  | →    |                                                                                     | |
| февраль 1960                            | 134             |      | Пётр Первый                | МРП, Москва      | →    | Санкт-Петербург — Москва                                                            | ранее Иван Сусанин (до 1992); 1992—2004 на реке Маас, Голландия |
| март 1960                               | 135             | Фото | Серго Орджоникидзе         | МРП, Москва      |      |                                                                                     | сгорело в 1992 году на Онежском озере; снимался в "Титаник"е группы «Наутилус Помпилиус» в 1994 году; списан и утилизирован в 1995 году |
| апрель 1960                             | 136             | Фото | Козьма Минин               | ВОРП, Горький    | →    |                                                                                     | |
| август 1960                             | 137             |      | Аврора                     | ВОРП, Горький    | →    |                                                                                     | ранее Степан Разин (до 2003), списано в 2013 году, утилизировано |
| октябрь 1960                            | 138             |      | Юрий Долгорукий            | ВОРП, Горький    | →    |                                                                                     | утилизирован в 2012 году |
| ноябрь 1960                             | 139             |      | Генерал И. Д. Черняховский | ВОРП, Горький    | →    |                                                                                     | |
| декабрь 1960                            | 140             |      | Русь Великая               | ВОРП, Горький    | →    | Москва, Санкт-Петербург — Соловецкие острова — Архангельск, до 2017 — Москва-Керчь. | ранее Генерал Н. Ф. Ватутин (до 2011) . Переделан в проект РЕГК-002 |
| январь 1961                             | 141             |      | Павел Бажов                | КРП, Пермь       | →    |                                                                                     | ранее Вильгельм Пик (до 1992) |
| апрель 1961                             | 142             |      | А. С. Попов                | СЗРП, Ленинград  | →    | Нижний Новгород — Чебоксары, Ярославль — Рыбинск и др.                              | |
| июль 1961                               | 143             |      | Петрокрепость              | СЗРП, Ленинград  | →    |                                                                                     | ранее Н. К. Крупская (до 1993); списан и утилизирован в 2012 году |
| август 1961                             | 144             |      | Две Столицы                | Созвездие        | →    | Санкт-Петербург — Москва, Казань — Москва                                           | ранее К. Э. Циолковский, Анатолий Папанов; авария в 1996 году около Валаама, в 2001 году сгорел и затонул в Санкт-Петербурге; модернизирован |
| сентябрь 1961                           | 145             | Фото | Ф. Жолио-Кюри              | КРП, Пермь       | →    |                                                                                     | сгорел в октябре 2011 года в затоне |
| октябрь 1961                            | 146             |      | Ф. И. Панфёров             | КРП, Пермь       | →    | Санкт-Петербург — Москва                                                            | модернизирован, надстроена ещё одна палуба |
| ноябрь 1961                             | 147             | Фото | Фёдор Гладков              | КРП, Пермь       | →    |                                                                                     | |
| декабрь 1961                            | 148             |      | Александр Фадеев           | КРП, Пермь       | →    | Пермь — Казань, Пермь — Чайковский                                                  | |
| декабрь 1961                            | 149             |      | Хирург Разумовский         | КРП, Пермь       | →    | Пермь — Волгоград, Пермь — Казань, Пермь — Чайковский, Пермь — Чебоксары и др.      | модернизирован, надстроена ещё одна палуба |

- ЕРП — Енисейское речное пароходство; ВОРП — Волжское объединённое речное пароходство; МРП — Московское речное пароходство; КРП — Камское речное пароходство; БОРП — Беломоро-Онежское речное пароходство; СЗРП — Северо-Западное речное пароходство

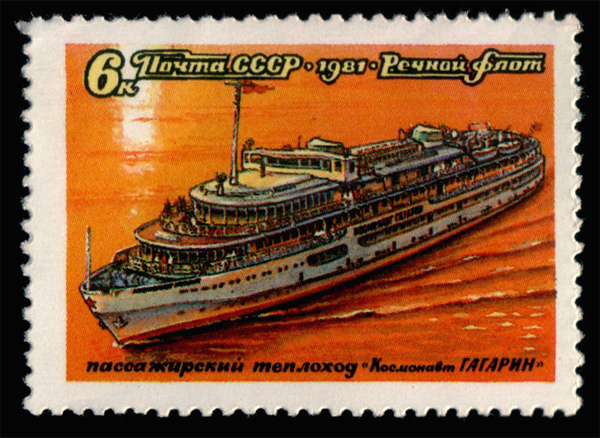
Марка Почты СССР с изображением теплохода «Космонавт Гагарин»